# Celso Morga Iruzubieta
Celso Morga Iruzubieta (Huércanos, 28 gennaio 1948) è un arcivescovo cattolico spagnolo, dal 29 giugno 2024 arcivescovo emerito di Mérida-Badajoz.

## Biografia
Celso Morga Iruzubieta è nato a Huércanos, nella diocesi di Calahorra e La Calzada-Logroño, il 28 gennaio 1948.

### Formazione e ministero sacerdotale
Ha compiuto gli studi ecclesiastici nel seminario diocesano di Logroño. Nel 1978 ha conseguito il dottorato in diritto canonico presso l'Università di Navarra a Pamplona con una tesi su predicazione e catechesi nei sinodi di Calahorra-La Calzada e Logroño.
Il 24 giugno 1972 è ordinato presbitero per la diocesi di Calahorra e La Calzada-Logroño da monsignor Abilio del Campo y de la Bárcena. In seguito è stato parroco di Anguiano e Viguera e vicario giudiziale aggiunto dal 1974 al 1980.
Nel 1980 tramite la Obra de Cooperación Sacerdotal Hispanoamericana si è trasferito nell'arcidiocesi di Córdoba, in Argentina. Lì ha prestato servizio come vicario giudiziale aggiunto; professore di diritto canonico; giudice del tribunale ecclesiastico; confessore nel seminario arcidiocesano e cappellano di un collegio religioso femminile. Nel 1984 è tornato in patria per assumere l'incarico di parroco della parrocchia di San Michele a Logroño.
Nel 1987 è entrato in servizio come aiutante di studio nella Congregazione per il clero. Il 14 ottobre 2000 papa Giovanni Paolo II lo ha nominato capo ufficio dello stesso dicastero. Il 10 novembre 2009 papa Benedetto XVI lo ha promosso a sottosegretario.
A Roma ha prestato servizio pastorale come collaboratore nella parrocchia dei Santi Protomartiri Romani, e nel contempo, a scadenza mensile si è occupato della direzione spirituale di alcuni membri dell'Opus Dei nella parrocchia Santa Maria del Carmine e San Giuseppe al Casaletto.

### Ministero episcopale
Il 29 dicembre 2010 papa Benedetto XVI lo ha nominato segretario della Congregazione per il clero e arcivescovo titolare di Alba Marittima; è succeduto a Mauro Piacenza, precedentemente nominato prefetto del medesimo dicastero. Ha ricevuto l'ordinazione episcopale il 5 febbraio 2011 con gli arcivescovi Marcello Bartolucci, Antonio Guido Filipazzi, Savio Hon Tai-Fai e Edgar Peña Parra, nella basilica di San Pietro in Vaticano, dallo stesso pontefice, co-consacranti i cardinali Angelo Sodano, decano del Collegio cardinalizio, e Tarcisio Bertone, segretario di Stato di Sua Santità.
Il 21 settembre 2013 papa Francesco lo ha confermato nell'incarico.
L'8 ottobre 2014 lo stesso pontefice lo ha nominato arcivescovo coadiutore di Mérida-Badajoz. Il 15 novembre ha preso possesso dell'arcidiocesi con una celebrazione nella cattedrale di Badajoz. Il 21 maggio 2015 è succeduto alla medesima sede. Il 29 giugno successivo, nella basilica di San Pietro in Vaticano, ha ricevuto da papa Francesco il pallio, che gli è stato imposto dal nunzio apostolico Renzo Fratini il 26 settembre seguente nella cattedrale di Badajoz.
Il 21 giugno 2021 papa Francesco lo ha nominato membro del Supremo tribunale della Segnatura apostolica.
In seno alla Conferenza episcopale spagnola è membro della commissione per il clero e i seminari dal marzo del 2017 e della commissione permanente. In precedenza è stato membro della commissione permanente in rappresentanza della provincia ecclesiastica di Mérida-Badajoz dal 2014 al 2017.
Il 29 giugno 2024 papa Francesco ha accolto la sua rinuncia, presentata per raggiunti limiti di età, al governo pastorale dell'arcidiocesi di Mérida-Badajoz; gli è succeduto l'arcivescovo coadiutore José Rodríguez Carballo.

## Genealogia episcopale
La genealogia episcopale è:
- Cardinale Scipione Rebiba
- Cardinale Giulio Antonio Santori
- Cardinale Girolamo Bernerio, O.P.
- Arcivescovo Galeazzo Sanvitale
- Cardinale Ludovico Ludovisi
- Cardinale Luigi Caetani
- Cardinale Ulderico Carpegna
- Cardinale Paluzzo Paluzzi Altieri degli Albertoni
- Papa Benedetto XIII
- Papa Benedetto XIV
- Papa Clemente XIII
- Cardinale Bernardino Giraud
- Cardinale Alessandro Mattei
- Cardinale Pietro Francesco Galleffi
- Cardinale Giacomo Filippo Fransoni
- Cardinale Antonio Saverio De Luca
- Arcivescovo Gregor Leonhard Andreas von Scherr, O.S.B.
- Arcivescovo Friedrich von Schreiber
- Arcivescovo Franz Joseph von Stein
- Arcivescovo Joseph von Schork
- Vescovo Ferdinand von Schlör
- Arcivescovo Johann Jakob von Hauck
- Vescovo Ludwig Sebastian
- Cardinale Joseph Wendel
- Arcivescovo Josef Schneider
- Vescovo Josef Stangl
- Papa Benedetto XVI
- Arcivescovo Celso Morga Iruzubieta